# Chris Stapleton
Christopher Alvin Stapleton (Lexington, Kentucky, 15 april 1978) is een Amerikaanse singer-songwriter, gitarist en muziekproducent. Hij heeft meer dan 170 nummers geschreven, waaronder zes die op de eerste plaats in de Amerikaanse countryhitlijsten terechtkwamen. Hij heeft samengewerkt met onder anderen Vince Gill, Peter Frampton, Sheryl Crow en Ed Sheeran. Hij is in het bezit van vijf Grammy Awards, zeven Academy of Country Music Awards en tien Country Music Association Awards. Ook heeft hij vier solo-albums uitgebracht.

## Carrière

### Start en bands
Stapleton groeide op in het kleine plaatsje Staffordsville in Kentucky, waar hij in 1999 een tributeband voor Travis Tritt oprichtte. In 2001 verhuisde hij naar Nashville om een muziekcarrière op te starten. Als songwriter kreeg hij korte tijd later een contract bij Sea Gayle Music. Tussen 2007 en 2010 was hij de zanger van de bluegrassgroep The SteelDrivers, waar hij twee nummer 2-hits mee scoorde. In 2010 richtte hij de southern rockband The Jompson Brothers op, met wie hij een album uitbracht.
In 2013 tekende Stapleton een contract als solo-artiest bij Mercury Nashville. Zijn eerste single, "What Are You Listening To?" werd in oktober van dat jaar uitgebracht, maar werd geen groot succes. De single was onderdeel van een album dat uiteindelijk nooit uitkwam.

### Solocarrière
Op 5 mei 2015 bracht Stapleton zijn debuutalbum Traveller uit. Op de Country Music Association Awards (CMAs) won hij dat jaar drie prijzen: die voor het beste album van het jaar, beste zanger van het jaar en beste nieuwe artiest van het jaar. Tijdens de uitreiking van deze awards trad hij op met Justin Timberlake. Het album werd tevens genomineerd voor een Grammy Award in de categorie Album of the Year en won in de categorieën Best Country Album en Best Country Solo Performance. Ook kreeg het de prijs voor beste album van het jaar op de Academy of Country Music Awards (ACMs) en was het in de Verenigde Staten het best verkochte countryalbum van 2016.
Gedurende 2016 werkte Stapleton samen met onder meer Dave Cobb en Jake Owen. Ook trad hij voor het eerst op tijdens Europese countryfestivals. Op 16 januari van dat jaar was hij de muzikale gast tijdens Saturday Night Live.
In 2017 bracht Stapleton twee albums uit: het eerste en het tweede deel van From a Room, die respectievelijk in mei en december uitkwamen. Het eerste deel was het bestverkochte countryalbum van het jaar in de Verenigde Staten en bevat onder meer het nummer "Broken Halos", dat hem zijn eerste nummer 1-hit als solo-artiest in de countrylijsten opleverde. Beide albums kwamen tevens binnen op de tweede plaats in de Amerikaanse albumlijst.
In 2018 hielp Stapleton bij het schrijven van drie nummers op het album Man of the Woods van Justin Timberlake. Een van deze nummers was "Say Something", waar hij ook als zanger op te horen was. Dit werd een wereldwijde top 10-hit, met onder meer een negende plaats in de Verenigde Staten en het Verenigd Koninkrijk, een zevende plaats in Nederland en een vijfde plaats in Vlaanderen. Dat jaar nam hij ook een cover op van "I Want Love" van Elton John op het tributealbum Restoration als eerbetoon aan John en Bernie Taupin.
In 2019 hielp Stapleton bij het schrijven van "Blow" voor het album No.6 Collaborations Project van Ed Sheeran; hij was naast Sheeran en Bruno Mars ook te horen als zanger op het nummer. Ook was hij te horen op "Love Me Anyway" van P!nk. Tevens zong hij tijdens een concert van John Mayer een nummer dat zij de dag voor het optreden samen hadden geschreven onder de titel "I Just Remembered That I Didn't Care". Ook was hij kort te zien tijdens een aflevering van het laatste seizoen van Game of Thrones.
In 2020 brengt Stapleton een nieuw album uit, genaamd Starting Over.
In 2023 zong hij het Amerikaanse volkslied tijdens de finale van de Super Bowl. 
Tevens kwam in november 2023 zijn laatste album Higher uit daarop staan de singles White Horse & The Bottom.  
In 2024 covert hij met Slash het nummer "Oh Well" van Fleetwood Mac op de plaat "Orgy of the Damned".

## Privéleven
Stapleton is getrouwd met singer-songwriter Morgane Stapleton, die nummers heeft geschreven voor onder anderen Carrie Underwood, LeAnn Rimes en Reba McEntire. Samen hebben zij vijf kinderen.

## Discografie

### Albums
Tussen haakjes totaal aantal weken in de lijst
| Titel                 | Jaar       | Charts           | Charts          | VS Billboard Charts | VS Billboard Charts | Opmerkingen                          |
| Titel                 | Jaar       | NL Album Top 100 | VL Ultratop 200 | Billboard 200       | Top Country Albums  | Opmerkingen                          |
| --------------------- | ---------- | ---------------- | --------------- | ------------------- | ------------------- | ------------------------------------ |
| Traveller             | 05-05-2015 | -                | -               | 1 (2wk) (459wk*)    | 1 (29wk) (478wk*)   | VS: 6× Platina / CA: Goud / VK: Goud |
| From a Room: Volume 1 | 05-05-2017 | 79 (1wk)         | 189 (1wk)       | 2 (100wk)           | 1 (8wk) (142wk)     | VS: 2× Platina / CA: Goud            |
| From a Room: Volume 2 | 01-12-2017 | 99 (1wk)         | -               | 2 (45wk)            | 1 (4wk) (77wk)      | VS: 1× Platina                       |
| Starting Over         | 13-11-2020 | 19 (2wk)         | 92 (1wk)        | 3 (189wk*)          | 1 (1wk) (189wk*)    | VS: Platina / CA: Platina            |
| Higher                | 10-11-2023 | 7 (2wk)          | 61 (1wk)        | 3 (33wk*)           | 1 (1wk) (33wk*)     | -                                    |

### Ep's
Tussen haakjes totaal aantal weken in de lijst
| Titel     | Jaar | Charts           | Charts          | VS Billboard Charts | VS Billboard Charts | Opmerkingen |
| Titel     | Jaar | NL Album Top 100 | VL Ultratop 200 | Billboard 200       | Top Country Albums  | Opmerkingen |
| --------- | ---- | ---------------- | --------------- | ------------------- | ------------------- | ----------- |
| In Stereo | 2015 | -                | -               | -                   | -                   | -           |

### Singles
| Single met eventuele hitnotering(en) in de Nederlandse Top 40 | Datum van verschijnen | Datum van binnenkomst | Hoogste positie | Aantal weken | Opmerkingen                                                       |
| ------------------------------------------------------------- | --------------------- | --------------------- | --------------- | ------------ | ----------------------------------------------------------------- |
| Say Something                                                 | 25-01-2018            | 10-02-2018            | 7               | 19           | Alarmschijf / met Justin Timberlake / Nr. 24 in de Single Top 100 |
| Blow                                                          | 05-07-2019            | -                     | tip 11          | -            | met Bruno Mars en Ed Sheeran / Nr. 96 in de Single Top 100        |
| Cold                                                          | 25-09-2020            | -                     | tip 26          | -            |                                                                   |
| Think I'm in Love with You - Live from the 59th ACM Awards    | 01-05-2024            | -                     | tip 10          | -            | met Dua Lipa                                                      |

| Single met hitnotering(en) in de Vlaamse Ultratop 50 | Datum van verschijnen | Datum van binnenkomst | Hoogste positie | Aantal weken | Opmerkingen                  |
| ---------------------------------------------------- | --------------------- | --------------------- | --------------- | ------------ | ---------------------------- |
| Say Something                                        | 25-01-2018            | 10-02-2018            | 5               | 22           | met Justin Timberlake        |
| Blow                                                 | 05-07-2019            | -                     | tip 4           | -            | met Bruno Mars en Ed Sheeran |

### NPO Radio 2 Top 2000
| Nummers met noteringen in de NPO Radio 2 Top 2000 | '19  | '20 | '21  | '22  | '23  | '24  |
| ------------------------------------------------- | ---- | --- | ---- | ---- | ---- | ---- |
| Cold                                              | ×    | -   | 1868 | 1686 | 1740 | 1598 |
| Tennessee Whiskey                                 | 1452 | 832 | 414  | 261  | 172  | 124  |
| White Horse (Chris Stapleton)                     | ×    | ×   | ×    | ×    | -    | 1621 |

1. ↑  Een '-' betekent dat het nummer niet was genoteerd, een '×' betekent dat het nummer nog niet was uitgebracht en een vetgedrukt getal geeft de hoogste notering van een nummer aan.
2. ↑  2019 was het eerste jaar met een notering voor Chris Stapleton.

- Gemeinsame Normdatei: 1084024942
- International Standard Name Identifier: 0000 0004 5854 510X
- Library of Congress Control Number: n2006095626
- MusicBrainz: 71d58182-aa37-4c04-b21a-efe46ea0f221
- Nationale Bibliotheek van Tsjechië: xx0204713
- Virtual International Authority File: 90145663051005071390
- WorldCat: E39PBJpDWwChpqCC9hBFyd7j4q